# Mason Proffit
Mason Proffit est un groupe de rock country de Champaign, Illinois qui a sorti cinq albums entre 1969 et 1973.

## Histoire
Dans les années 1960, les deux frères Terry Talbot et John Michael Talbot jouent déjà ensemble dans plusieurs groupes locaux autour d'Indianapolis puis à Chicago. Après la dissolution de leur groupe Sounds Unlimited, en 1969, ils créent leur propre groupe, Mason Proffit  en mettant l'accent sur le mélange émergent de folk, de country et de rock qui deviendra le country rock.
Two Hangmen, une chanson écrite par le frère aîné, Terry, et figurant sur leur premier album, Wanted, devient un succès régional, ce qui aide leur deuxième album, Movin 'Toward Happiness, à figurer au  Billboard 200. Wanted est  nommé pour la meilleure couverture d'album aux Grammy Awards 1971 bien que sous le titre erroné de Mason Proffit . En 1972, le groupe signe avec Warner Bros. Records et continue à se produire en tournées, donnant jusqu'à 300 concerts chaque année. Parmi les musiciens qui jouent en première parie des concerts de Mason Proffit durant cette période on compte notamment The Doobie Brothers, Steely Dan, John Denver et Mac Davis  Leur style country-rock-bluegrass est innovant mais difficile à classer dans un genre marketing. Leurs spectacles en live sont souvent très énergiques. Et une fois, alors qu'il jouait avec The Scruggs Review, John Hartford et le Nitty Gritty Dirt Band, Earl Scruggs a qualifié John Talbot de « meilleur joueur de banjo que j'aie jamais entendu »[refnec]. Les frères Talbot ont joué en ouverture pour les Eagles lors d'une tournée nationale.
En 1974, Warner Bros. réédite les deux premiers albums du groupe sous la forme d'une compilation, Come & Gone, qui remporte un Grammy pour le meilleur package d'album. Il a également publié Rockfish Crossing et Bareback Rider . Le groupe disparaît lorsque les frères John et Terry Talbot décident de se produire en duo. Warners a ensuite sorti The Talbot Bros., le premier de trois albums en duo, les deux restants étant publiés sur Sparrow Records. Sparrow a finalement réédité le premier album de Talbot Bros., moins le morceau "Moline Truckin". Après la rupture, les frères Talbot commencent à enregistrer de la musique chrétienne contemporaine sur Sparrow Records, obtenant une nomination aux Grammy Awards et plusieurs nominations aux Dove Award .

## Discographie
| Année | Titre                                | Position au Billboard 200 | Label         | Numéro  |
| 1969  | Wanted                               |                           | Happy Tiger   | 1009    |
| 1971  | Movin' Toward Happiness              | 177                       | Happy Tiger   | 1019    |
| 1971  | Last Night I Had the Strangest Dream | 186                       | Ampex         | A-10138 |
| 1972  | Rockfish Crossing                    | 211                       | Warner Bros.  | BS-2657 |
| 1973  | Bare Back Rider                      | 198                       | Warner Bros.  | BS-2704 |
| 1973  | Come & Gone *                        | 203                       | Warner Bros.  | 2S-2746 |
| 2005  | Still Hangin'                        |                           | Mason Proffit |         |

* réédition en double album de Wanted et Movin' Toward Happiness